# Meike Weber
Meike Weber (* 30. März 1987 in Erbach) ist eine deutsche Fußballspielerin.

## Karriere

### Vereine
In ihrer Jugendzeit spielte Weber von 1991 bis 2001 in Beerfelden für den dort ansässigen Mehrspartensportverein SV Beerfelden und von 2001 bis 2004 für den 1. FC Arheilgen Darmstadt.
2004 wechselte sie zum 1. FFC Frankfurt, dem sie – im Mittelfeld vielseitig einsetzbar – nach zehn Jahren und insgesamt 165 Pflichtspielen verließ.
Anschließend spielte sie drei Jahre lang für den TSV Schott Mainz. Im Sommer 2017 kehrte sie zum 1. FFC Frankfurt zurück. Sie kam jedoch nur in der 2. Mannschaft zum Einsatz und bestritt in der ersten Saison 19 Spiele, in denen ihr drei Tore gelangen. Nach der Saison wechselte sie zu Eintracht Frankfurt in die Regionalliga Süd. 2019 wechselte sie zum Regionalliga-Aufsteiger TSG Neu-Isenburg. Nach 15 Regionalligaspielen, in denen sie zwei Tore erzielte, wechselte sie zum SC Opel Rüsselsheim in die Hessenliga, aus der 2022 der Aufstieg in die Regionalliga Süd gelang. Nach einjährigem Aufenthalt in dieser Spielklasse spielte sie für ihren Verein in der Folgesaison erneut in der Hessenliga. Doch nach nur einem Punktspiel am 2. Spieltag wechselte sie zu Kickers Offenbach in die Regionalliga Süd.

### Nationalmannschaft
Weber kam zweimal für die U17-, dreimal für die U20- und siebenmal für die U23-Nationalmannschaft in Länderspielen für den DFB zum Einsatz.

## Erfolge
Nationalmannschaft
- U19-Europameister 2006

Verein
- Deutscher Meister 2005, 2007, 2008
- UEFA-Women’s-Cup-Siegerin 2006, 2008
- DFB-Pokal-Siegerin 2007, 2008, 2011, 2014
- Hessenpokal Siegerin 2024, 2025

## Sonstiges
Meike Weber absolvierte eine Ausbildung zur Industriekauffrau bei der VGF.